# رولف هالر
رولف هالر (بالإنجليزية: Rolf Haller)‏ ولد بتاريخ 9 أغسطس 1957 في ألمانيا، هو دراج ألماني سابق.

## روابط خارجية
- رولف هالر على موقع أرشيف الدراجات (الإنجليزية)
- رولف هالر على موقع إحصائيات الدراجات الإحترافية (الإنجليزية)